# Smörgrisen
Smörgrisen är ett skär i Åland (Finland). Det ligger i Skärgårdshavet och i kommunen Vårdö i landskapet Åland, i den sydvästra delen av landet. Ön ligger omkring 21 kilometer öster om Mariehamn och omkring 260 kilometer väster om Helsingfors.
Öns area är 0,5 hektar och dess största längd är 110 meter i nord-sydlig riktning. Trakten är glest befolkad. Närmaste större samhälle är Jomala, 18,9 km väster om Smörgrisen.